# Peonija
Peonija (grč. Παιονία, Paionía, lat. Paeonia) je bila pokrajina u antičkoj Makedoniji uz srednji Vardar. Na istoku Peonije su živjeli Tračani a na zapadu Iliri. Oni su pod svojim vladarima u 4. st. pr. Kr. vodili stalne borbe sa susjednim Tračanima, Dardanima i Makedoncima. Nakon smrti kralja Dropiona, Peoniju osvajaju Makedonci. Od 2. st. pr. Kr. Peonija pada pod vlast Rimljana. 